# Mantispa paraguayana
Mantispa paraguayana is een insect uit de familie van de Mantispidae, die tot de orde netvleugeligen (Neuroptera) behoort. 
Mantispa paraguayana is voor het eerst wetenschappelijk beschreven door Ohl in 2004.